# Ursina Haller
Ursina Haller, née le 29 décembre 1985 à Davos, est une snowboardeuse suisse spécialisée dans les épreuves de half-pipe. En 2011, elle obtient la médaille d'argent aux Championnats du monde 2011. Elle est la sœur du snowboardeur Christian Haller.

## Palmarès

### Jeux olympiques
| Édition/Discipline  | Half-pipe |
| JO 2010 à Vancouver | 9e        |
| JO 2014 à Sotchi    | 12e       |

### Championnats du monde
| Édition/Discipline        | Half-pipe |
| Mondiaux 2007 à Arosa     | 27e       |
| Mondiaux 2009 à Gangwon   | 17e       |
| Mondiaux 2011 à La Molina | 2e        |
| Mondiaux 2013 à Stoneham  | 17e       |

### Coupe du monde
- Meilleur classement en half-pipe : 7e en 2012.
- 5 podiums dont 1 deuxième place.